# 広路町 (名古屋市)
広路町（ひろじちょう）は、愛知県名古屋市昭和区の地名。現行行政地名は広路町。住居表示未実施。8つの小字が設置されている。

## 地理
名古屋市昭和区南東部に位置する。東は天白区八事山、西は隼人町・南山町、南は天白区音聞山・八事石坂・八事天道・瑞穂区弥富町、北は滝川町・八事本町に接する。
現存する町域は、概ね国道153号南側や地下鉄八事駅周辺にある字石坂・北石坂などの区域である。

### 字一覧
1882年（明治15年）2月時点の広路村字一覧
- 小坂（コサカ）
- 村北（ムラキタ）
- 池下（イケシタ）
- 村西（ムラニシ）
- 櫻山（サクラヤマ）
- 下丸屋（シモマルヤ）
- 下構（シモカマヘ）
- 藤成（フジナリ）
- 石佛（イシホトケ）
- 古観音（フルカンヲン）
- 鞍骨（クラホネ）
- 荒田（アラタ）
- 石川（イシカハ）
- 戸田口（ドダクチ）
- 石戸（イシコ）
- 新林（シンバヤシ）
- 掛下（カケシタ）
- 上山（カミヤマ）
- 五軒家（ゴケンヤ）
- 刺身（ソリミ）
- 南山（ミナミヤマ）
- 石坂（イシザカ）
- 池田（イケダ）
- 杁中（イリナカ）
- 駒方（コマガタ）
- 瀬木（セギ）
- 田畑（タハタ）
- 長池（ナガイケ）
- 藤六山（トウロクヤマ）
- 杜若（カキツバタ）
- 清須山（キヨスヤマ）
- 新町（シンマチ）
- 若宮前（ワカミヤマヘ）
- 南分（ミナミハケ）
- 三反畑（サンタンバタ）
- 塩付（シヲツケ）
- 前田（マヘタ）
- 前畑（マヘバタ）
- 三反田（サンダンタ）
- 萱場（カヤバ）
- 深田（フカダ）
- 石流（イシナガレ）
- 檜木山（ヒノキヤマ）
- 界松（サカイマツ）
- 山花（ヤマハナ）
- 溝後（ミゾノゴウ）
- 針原（ハリハラ）
- 長田（チョウダ）
- 田子代（タゴシロ）
- 大藪（ヲヲヤブ）
- 川名（カハナ）
- 宮裏（ミヤウラ）
- 北西野（キタニシノ）
- 稲留（イナドメ）
- 安田（ヤスダ）
- 大久手（ヲヲクテ）
- 畑田（ハタダ）
- 川原（カハラ）
- 折戸（ヲリド）
- 御幸川（ミユキガハ）
- 大島（ヲヲシマ）
- 中田（ナカダ）
- 裏田面（ウラドウモ）
- 白洲（シラス）
- 茨原（イバラハラ）
- 北畑（キタバタ）
- 伊勝（イカツ）
- 西畑（ニシバタ）
- 山下山（サンゲヤマ）
- 永田（ナガタ）
- 川向（カワムカヘ）
- 前田面（マエダウモ）
- 川名山（カハナヤマ）
- 向山（ムカヘヤマ）
- 中山（ナカヤマ）
- 北石坂（キタイシザカ）
- 北山（キタヤマ）
- 志賀山（シガヤマ）
- 半右エ門山（ハンネヤマ）
- 天神山（テンジンヤマ）
- 八田山（ハッタヤマ）
- 仁座山（ニザヤマ）
- 山ノ田（ヤマノタ）

## 歴史
前身である愛知郡広路村は、明治期に川名村、伊勝村、石仏村、藤成新田、五軒家村が合併して成立した村である。広路村は名古屋市編入後に広路町と改称されるが、町名整理により多くの領域が他の町名に編入された。
現在の昭和区広路町の残部は、江戸期まで愛知郡川名村と八事村の境界付近であった地域にあたり、「川名山」「八事山」「川名境」などと称される山林地帯であった。

### 町名の由来
飯田街道が、村の中央を通っており、これが当時としては広い通りであったことに由来するという。

### 行政区画の変遷
- 1878年（明治11年） - 愛知郡川名村、伊勝村、石仏村、藤成新田、五軒家村が合併して愛知郡広路村が成立[3]。
- 1889年（明治22年）10月1日 - 町村制施行に伴って単独村制を行い、愛知郡広路村となる[3]。
- 1906年（明治39年）5月10日 - 合併に伴い、愛知郡御器所村大字広路となる[3]。
- 1921年（大正10年）8月22日 - 合併に伴い、名古屋市中区広路町となる[3]。
- 1927年（昭和2年）
  - 4月3日 - 中区広路町字南山において、南山市営住宅全6戸が供用開始[4]。
  - 6月20日 - 中区広路町の一部が大和町・下構町・陶生町・桜山町・広見町・丸屋町・池端町[3]、また南区桜見町・洲雲町[5]に編入される。
- 1928年（昭和3年）3月15日 - 愛知郡天白村大字八事および南区弥富町の各一部を編入する[3]。同時に小字の新設・改編がなされた[6]。
  - 広路町字梅園←広路町（字石坂）の一部より成立。
  - 広路町字松風園←広路町（字石坂）・弥富町（字上山）の各一部より成立。
  - 広路町字隼人←広路町（字池田）の一部より成立。
  - 広路町字雲雀ケ岡←広路町（字石坂）・弥富町（字橿ノ木山・上山）の各一部より成立。
  - 広路町字石坂←広路町（字池田）の一部を編入。
  - 広路町字上山←弥富町（字橿ノ木山）の一部を編入。
  - 広路町字南山←広路町（字池田）の一部を編入。

- 1931年（昭和6年）
  - 4月11日 - 中区広路町の一部が南山町・隼人町・上山町・五軒家町・汐見町に編入される[7]。
  - 10月1日 - 中区広路町の一部が上山町・汐見町・檀渓通に編入される[8]。
- 1933年（昭和8年）
  - 4月10日 - 中区広路町の一部が檀渓通・長池町・戸田町・藤成通・荒田町・菊園町・塩付通・恵方町・若柳町・松風町・明月町・台町・天神町・紅梅町・御器所通・緑町・小桜町・鶴羽町・北山町・雪見町に編入される[9]。
  - 9月20日 - 中区広路町の一部が塩付通・曙町・阿由知通・小坂町に編入される[10]。
- 1934年（昭和9年）
  - 10月1日 - 中区広路町の一部が萩岡町・仁座町・妙見町・高峯町・山手通・八雲町・山里町・八事本町・宮東町・滝川町・川名山町・楽園町それぞれに編入される[11][12][13]。
  - 10月10日 - 中区広路町字石坂の一部が広路町字梅園に、広路町字池田が広路町字石坂に変更される[14][15]。
- 1936年（昭和11年）7月15日 - 中区広路町の一部が東区広路町となる[3]。
- 1937年（昭和12年）10月1日 - 中区広路町が昭和区成立に伴い、同区広路町となる[3]。また、東区広路町が千種区広路町となる[3]。
- 1938年（昭和13年）12月1日 - 千種区広路町の一部が城木町・南明町・日岡町・大島町に編入される[16]。また、昭和区広路町の一部が西畑町・山花町・花見通・駒方町・檀渓通・川原通・萩原町・元宮町・折戸町・安田通・川名町・川名本町・広路通・広路本町・南分町・長戸町・塩付通・石仏町に編入される[17]。
- 1940年（昭和15年）10月10日 - 千種区広路町に昭和区広路町の一部が編入される[3]。
- 1941年（昭和16年）12月24日 - 昭和区広路町の一部が石仏町に編入される[3]。
- 1942年（昭和17年）11月27日 - 千種区広路町の一部が大島町・田代本通・川崎町・幸川町に編入される[18]。また、昭和区広路町の一部が山中町・向山町・前山町・伊勝町・福原町・神村町・田面町・山花町・花見通・川原通に編入される[19]。
- 1943年（昭和18年）2月15日 - 昭和区広路町の一部が伊勝町に編入される[8]。
- 1945年（昭和20年）9月20日 - 千種区広路町の全域が城木町・南明町・日岡町・大島町・幸川町に編入され消滅[16]。また、昭和区広路町の一部が福原町・神村町・田面町・元宮町に編入される[19]。
- 1950年（昭和25年）7月15日 - 昭和区広路町の一部が花見通・川原通・元宮町・折戸町・安田通・川名町・川名本町・広路通・広路本町・南分町・塩付通・石仏町に編入される[17]。
- 1956年（昭和31年）8月1日 - 昭和区広路町の一部が塩付通・陶生町に編入される[3]。

## 世帯数と人口
2019年（平成31年）1月1日現在の世帯数と人口は以下の通りである。
| 町丁   | 世帯数    | 人口    |
| ------ | --------- | ------- |
| 広路町 | 1,496世帯 | 2,955人 |

### 人口の変遷
国勢調査による人口の推移
| 2000年（平成12年） | 2,997人 | [ WEB 6 ] |  |
| 2005年（平成17年） | 3,083人 | [ WEB 7 ] |  |
| 2010年（平成22年） | 2,991人 | [ WEB 8 ] |  |
| 2015年（平成27年） | 3,099人 | [ WEB 9 ] |  |

## 学区
市立小・中学校に通う場合、学校等は以下の通りとなる。また、公立高等学校に通う場合の学区は以下の通りとなる。なお、小・中学校は学校選択制度を導入しておらず、番毎で各学校に指定されている。
| 字       | 小学校                                    | 中学校                                    | 高等学校 |
| -------- | ----------------------------------------- | ----------------------------------------- | -------- |
| 石坂     | 名古屋市立八事小学校 名古屋市立滝川小学校 | 名古屋市立駒方中学校 名古屋市立川名中学校 | 尾張学区 |
| 梅園     | 名古屋市立八事小学校                      | 名古屋市立駒方中学校                      | 尾張学区 |
| 北石坂   | 名古屋市立滝川小学校                      | 名古屋市立川名中学校                      | 尾張学区 |
| 松風園   | 名古屋市立八事小学校                      | 名古屋市立駒方中学校                      | 尾張学区 |
| 隼人     | 名古屋市立八事小学校                      | 名古屋市立駒方中学校                      | 尾張学区 |
| 雲雀ヶ岡 | 名古屋市立八事小学校                      | 名古屋市立駒方中学校                      | 尾張学区 |
| 南山     | 名古屋市立八事小学校                      | 名古屋市立駒方中学校                      | 尾張学区 |

## 施設

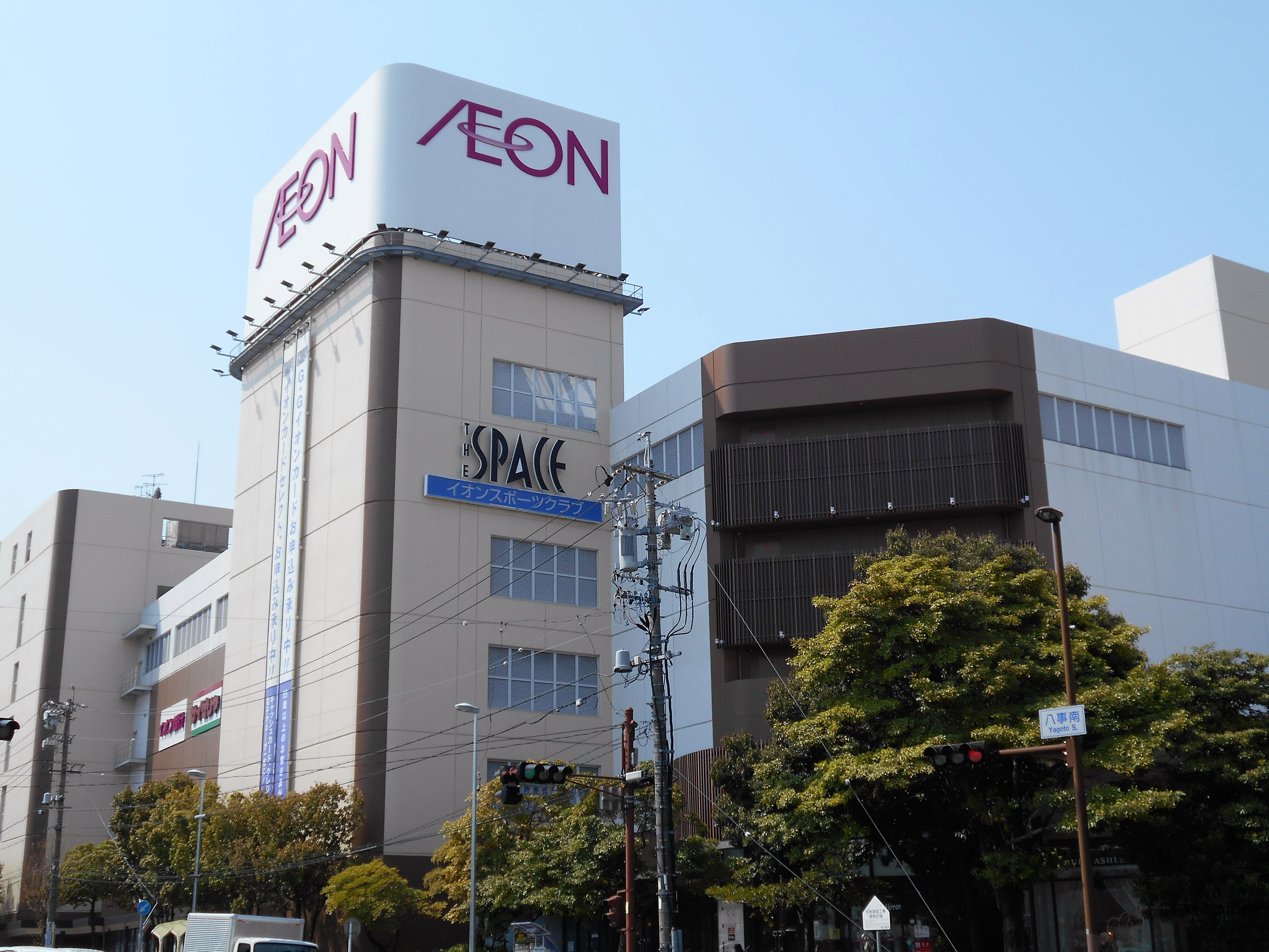
イオン八事店
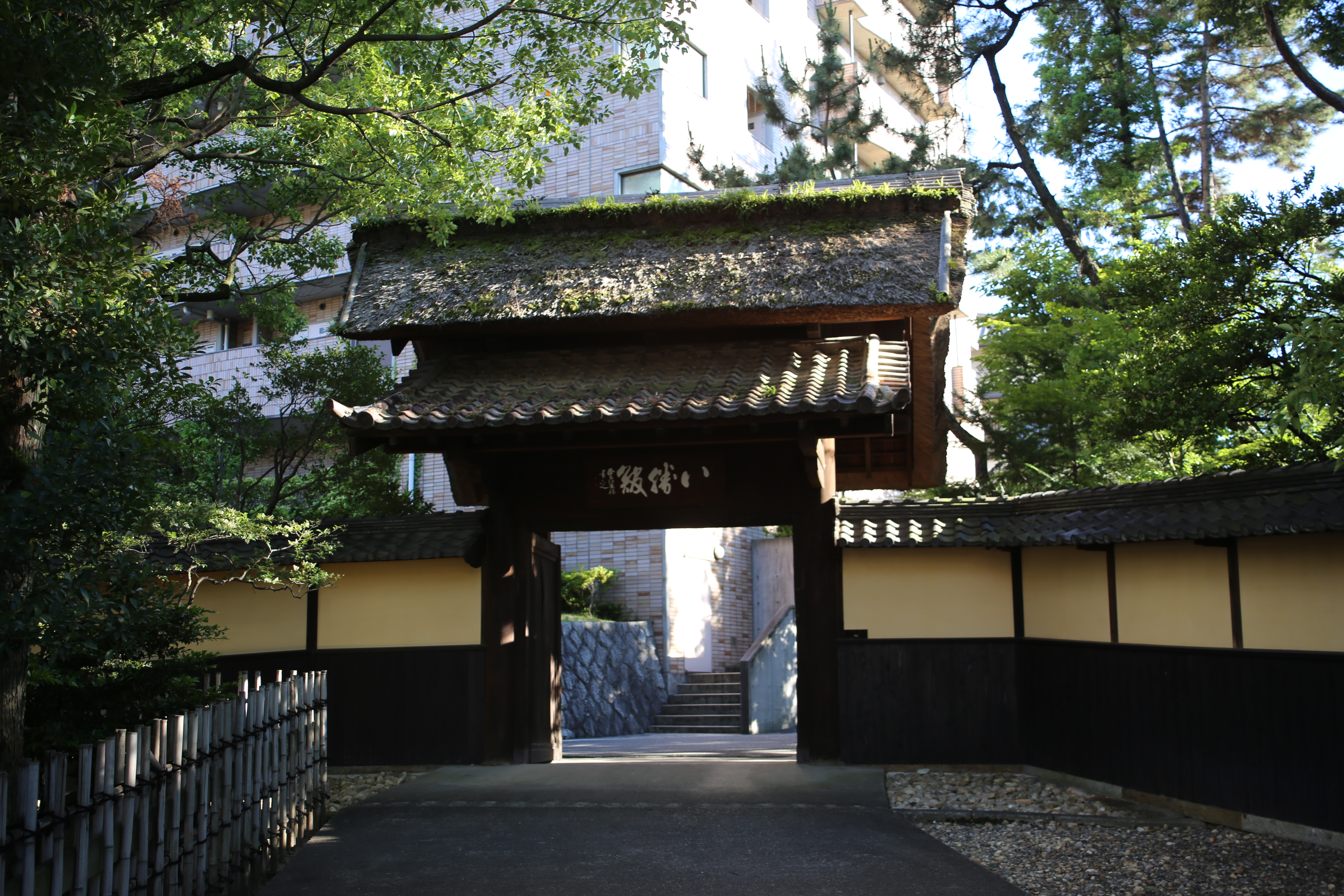
八勝館
- 半僧坊新福寺

- イオン八事店
- 八勝館

## 交通

### 鉄道
- 名古屋市営地下鉄名城線・鶴舞線 八事駅

### 道路
- 国道153号（飯田街道、愛知県道56号名古屋岡崎線と重複）
- 山手グリーンロード

## その他

### 日本郵便
- 郵便番号 : 466-0834[WEB 3]（集配局：昭和郵便局[WEB 12]）。

### WEB
1. ↑  “愛知県名古屋市昭和区の町丁・字一覧”.   人口統計ラボ. 2017年10月7日閲覧。
2. 1 2  “町・丁目(大字)別、年齢(10歳階級)別公簿人口(全市・区別)”.   名古屋市 (2019年1月23日). 2019年1月23日閲覧。
3. 1 2  “郵便番号”.  日本郵便. 2019年1月6日閲覧。
4. ↑  “市外局番の一覧”.   総務省. 2019年1月6日閲覧。
5. ↑  名古屋市役所市民経済局地域振興部住民課町名表示係 (2015年10月21日). “昭和区の町名一覧”.   名古屋市. 2017年10月7日閲覧。
6. ↑  名古屋市役所総務局企画部統計課統計係 (2005年7月1日). “（刊行物）名古屋の町(大字)・丁目別人口 (平成12年国勢調査) 昭和区” (xls). 2017年10月8日閲覧。
7. ↑  名古屋市役所総務局企画部統計課統計係 (2007年6月29日). “平成17年国勢調査　名古屋の町(大字)別・年齢別人口 昭和区” (xls). 2017年10月8日閲覧。
8. ↑  名古屋市役所総務局企画部統計課統計係 (2012年6月29日). “平成22年国勢調査　名古屋の町(大字)別・年齢別人口 昭和区” (xls). 2017年10月8日閲覧。
9. ↑  名古屋市役所総務局企画部統計課統計係 (2017年7月7日). “平成27年国勢調査　名古屋の町(大字)別・年齢別人口” (xls). 2017年10月8日閲覧。
10. ↑  “市立小・中学校の通学区域一覧”.   名古屋市 (2018年11月10日). 2019年1月14日閲覧。
11. ↑  “平成29年度以降の愛知県公立高等学校（全日制課程）入学者選抜における通学区域並びに群及びグループ分け案について”.   愛知県教育委員会 (2015年2月16日). 2019年1月14日閲覧。
12. ↑  郵便番号簿 平成29年度版 - 日本郵便. 2019年01月06日閲覧 (PDF)

### 文献
1. ↑  愛知県教育会 1932, p. 247.
2. ↑  名古屋市計画局 1992, p. 363.
3. 1 2 3 4 5 6 7 8 9 10 11 12  名古屋市計画局 1992, p. 796.
4. ↑  名古屋市会事務局 1964, p. 92.
5. ↑  名古屋市計画局 1992, p. 807.
6. ↑  『名古屋市会史 第5巻』p.1421
7. ↑  名古屋市計画局 1992, pp. 793–795.
8. 1 2  名古屋市計画局 1992, p. 794.
9. ↑  名古屋市計画局 1992, pp. 795–798.
10. ↑  名古屋市計画局 1992, pp. 796–978.
11. ↑  名古屋市計画局 1992, p. 735.
12. ↑  名古屋市計画局 1992, pp. 793–794.
13. ↑  「名古屋市告示第百九十號」『名古屋市公報』第332号、名古屋市役所、2028-2056頁、1934年9月17日。
14. ↑  「名古屋市告示第二百六號」『名古屋市公報』第334号、名古屋市役所、2091–2092頁、1934年10月1日。
15. ↑  「告示第八百三號」『愛知県公報』第1121号、愛知県、1179頁、1934年10月30日。
16. 1 2  名古屋市計画局 1992, pp. 733–734.
17. 1 2  名古屋市計画局 1992, pp. 794–796.
18. ↑  名古屋市計画局 1992, p. 734.
19. 1 2  名古屋市計画局 1992, pp. 794–795.